# Южный (Красногвардейский район)
Ю́жный — посёлок в Красногвардейском районе Оренбургской области, входит в состав Свердловского сельсовета.

## История
В 1961 году указом Президиума Верховного Совета РСФСР посёлок фермы № 2 совхоза имени Свердлова переименован в Южный.

## Население
| 2010 |
| ---- |
| 23   |

## Улицы
- ул. Молодёжная,
- ул. Центральная,
- ул. Южная.